# Municipio de Oregon (condado de Clark)
El municipio de Oregon (en inglés: Oregon Township) es un municipio ubicado en el condado de Clark en el estado estadounidense de Indiana. En el año 2010 tenía una población de 1769 habitantes y una densidad poblacional de 21,85 personas por km².

## Geografía
El municipio de Oregon se encuentra ubicado en las coordenadas 38°32′55″N 85°38′18″O / 38.54861, -85.63833. Según la Oficina del Censo de los Estados Unidos, el municipio tiene una superficie total de 80.98 km², de la cual 80,48 km² corresponden a tierra firme y (0,61 %) 0,49 km² es agua.

### Áreas no incorporadas
- Marysville
- Runyantown

## Demografía
Según el censo de 2010, había 1769 personas residiendo en el municipio de Oregon. La densidad de población era de 21,85 hab./km². De los 1769 habitantes, el municipio de Oregon estaba compuesto por el 97,4 % blancos, el 0,9 % eran afroamericanos, el 0,11 % eran amerindios, el 0,11 % eran asiáticos, el 1,07 % eran de otras razas y el 0,4 % eran de una mezcla de razas. Del total de la población el 1,47 % eran hispanos o latinos de cualquier raza.